# Paolo Goltz
Paolo Duval Goltz (* 12. Mai 1985 in Hasenkamp, Entre Ríos) ist ein argentinischer Fußballspieler auf der Position eines Verteidigers.

## Laufbahn
Goltz begann seine Profikarriere beim Club Atlético Huracán, für den er zwischen 2002 und 2010 insgesamt 180 Punktspieleinsätze absolvierte und zwölf Treffer erzielte.
Im Sommer 2010 wechselte er zum Ligarivalen Club Atlético Lanús, für den Goltz bis Sommer 2014 insgesamt 127 Punktspieleinsätze absolvierte und sieben Treffer erzielte. 2013 war Goltz an einem der größten Erfolge der Vereinsgeschichte beteiligt, als er mit Lanús die Copa Sudamericana gewann.
In der Saison 2014/15 stand Goltz beim mexikanischen Erstligisten Club América unter Vertrag. Gleich in seiner ersten Halbsaison mit den Americanistas gewann Goltz in der Apertura 2014 den Meistertitel der mexikanischen Liga. In den beiden folgenden Jahren gewann er mit América sowohl 2015 als auch 2016 die CONCACAF Champions League.
Im Jahr 2010 bestritt Goltz seinen bisher einzigen Länderspieleinsatz für die argentinische Fußballnationalmannschaft.

## Erfolge
- Mexikanischer Meister: Apertura 2014
- Sieger der Copa Sudamericana: 2013
- Sieger der CONCACAF Champions League: 2015, 2016